# Kortedala
Kortedala ist einer von 21 Bezirken von Göteborg und liegt im Nordosten der Stadt. Kortedala gliedert sich in Gamlestaden, Utby, Södra Kortedala und Norra Kortedala. Kortedala hat 26.668 Einwohner auf 13,67 km² (2004). Anbindung an das Zentrum gibt es durch die Straßenbahnlinien 6, 7 und 11.

## Aktivitäten
Am Kortedala Torg ist ein Systembolaget und zahlreiche Geschäfte ansässig. Weiterhin findet sich eine Eissporthalle.

## Bilder

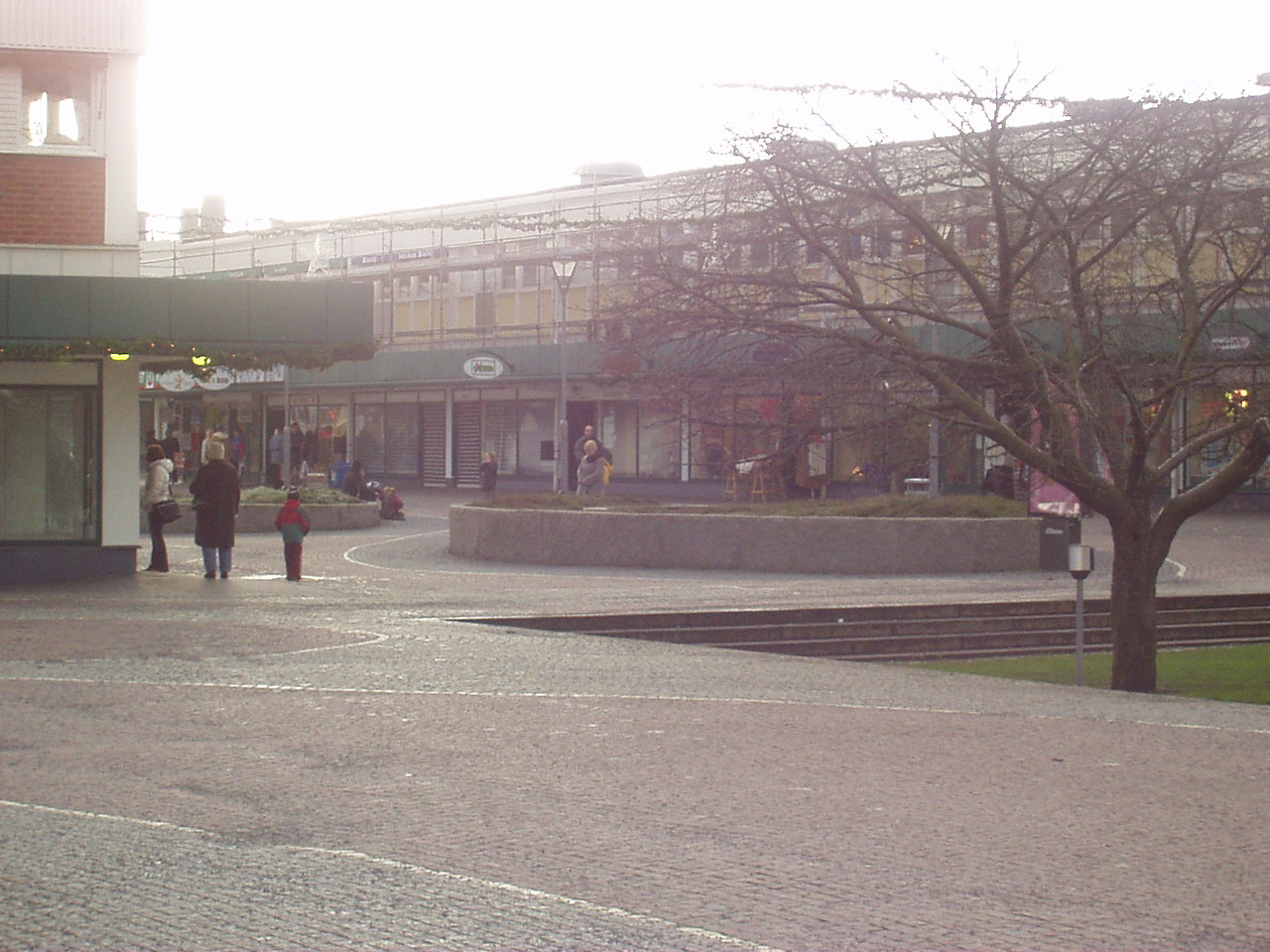
Kortedala Torg, der größte Platz im Bezirk
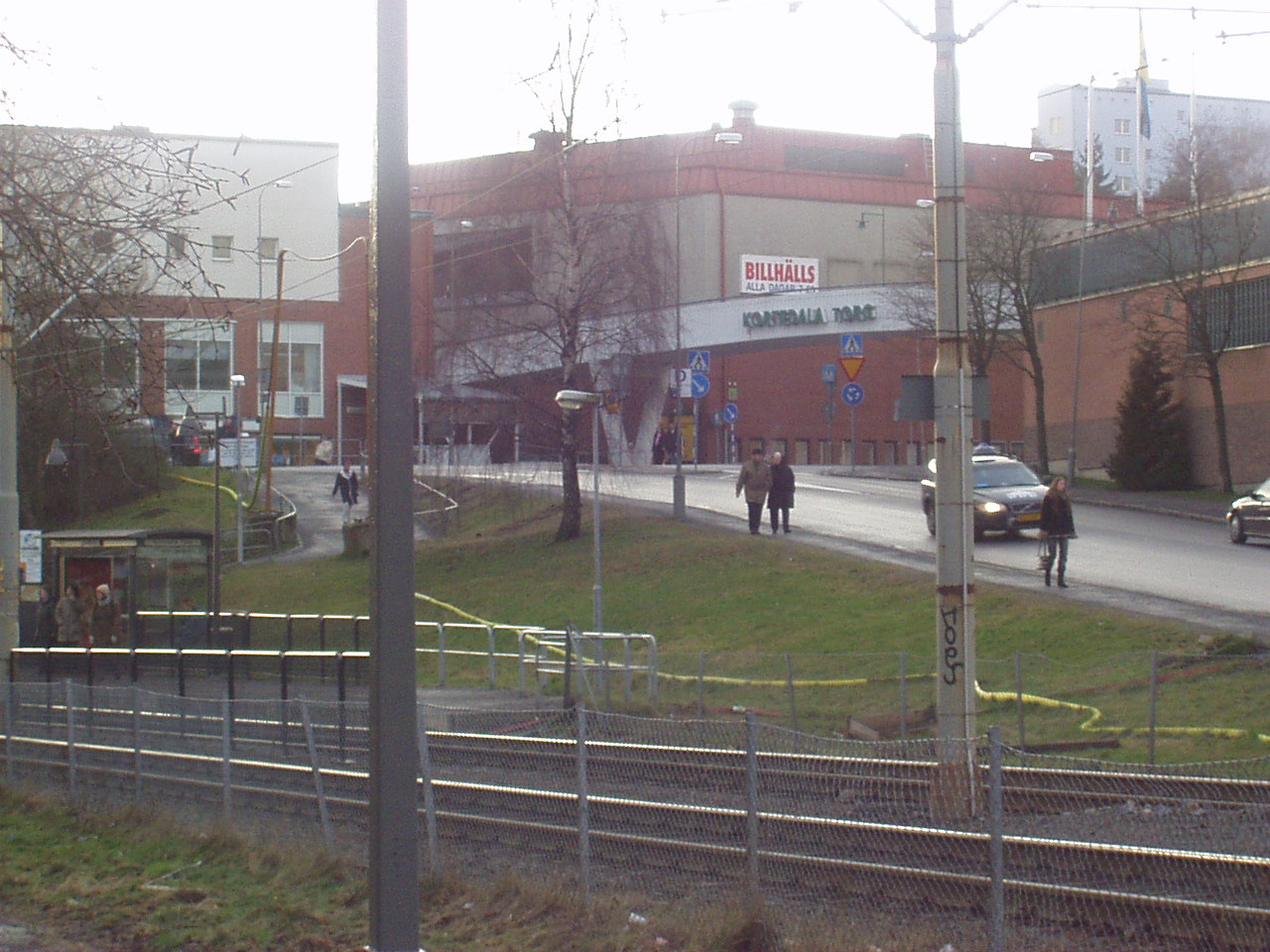
Blick von der Bahnstation zum Kortedala Torg, rechts liegt die Polizeistation für das nordöstliche Göteborg